# Craugastor myllomyllon
Craugastor myllomyllon is een kikker uit de familie Craugastoridae. De soort werd voor het eerst wetenschappelijk beschreven door Jay Mathers Savage in 2000. Oorspronkelijk werd de wetenschappelijke naam Eleutherodactylus myllomyllon gebruikt.
De soort komt voor in delen van Midden-Amerika en leeft endemisch in Guatemala. Het verspreidingsgebied bestaat uit delen van Sierra de Xucaneb, een gebied gelegen in centraal Guatemala.